# Chinchani, Chikodi
Chinchani là một làng thuộc tehsil Chikodi, huyện Belgaum, bang Karnataka, Ấn Độ.